# 武汉阳逻经济开发区
武汉阳逻经济开发区是湖北省、武汉市重点对外开发区，是新世纪武汉经济发展的重要支撑点。武汉阳逻经济开发区地处长江中游北岸武汉市新洲区阳逻街，距武汉中心城区20公里，是武汉通向沿海地区的水路咽喉和华中地区对外联络的水上门户，是长江经济带的重要组成部分，肩负着带动和促进武汉东北地区经济发展的重任，战略地位十分重要，是省级重点开发区之一。

## 概况
阳逻开发区规划面积35平方公里，分为港口物流区、工业园区和综合生活配套区，其发展定位为：华中地区重要物流中心，现代港口工业新城。开发区拥有“长江腹地第一深水良港”，具有长江中上游得天独厚适宜建设集装箱码头的岸线，阳逻武汉新港将逐步形成以深水港为依托，以国际集装箱转运为主体，以大宗散、杂货运输为基础的华中地区物流中心重要基地。开发区计划到2010年集装箱运输能力达到25万标箱、年吞吐量800万吨，2020年分别达到50万标箱、1600万吨的规模。其“龙头”项目“武汉国际集装转运中心”首期5万标箱于2003年投入营运。